# Lars Booberg
Lars Karl Henrik Booberg senare Millhed, född 15 september 1925 i Jönköping, död 7 november 2004 i Göteborg, var en svensk målare.
Han var son till arbetschefen Karl August Booberg och Alice Agnes Maria Olsson samt gift första gången 1947–1960 med Karin Elisabet Dahl. Efter studentexamen 1945 avlade han folkskollärarexamen 1947. Han studerade konst vid Otte Skölds målarskola i Stockholm 1945 och i Norge 1947. Separat ställde han ut i Östersund och han medverkade i samlingsutställningar med Sällskapet för jämtländsk konstkultur i Östersund. Han var representerad i utställningen Jämtländska konstnärer genom egna och andras ögon som visades på Jamtli och i en sommarsalong i Visby.